# Legia Warszawa (podnoszenie ciężarów)
Legia Warszawa – sekcja podnoszenia ciężarów klubu CWKS Legia Warszawa.
Drużyna sztangistów Legii była wielokrotnym medalistą drużynowych mistrzostw Polski mężczyzn.
Do sezonu 2018 przystąpiła drużyna pod nazwą Legia 1926 Warszawa.